# Constel·lació del Fènix
El Fènix (Phoenix) és una constel·lació menor del sud, descoberta pels navegants danesos Pieter Dirkszoon Keyser i Frederick de Houtman, i popularitzada pel llibre Uranometria de Johann Bayer el 1603.
Només hi ha trenta estels en tota la constel·lació que tinguin una lluentor d'una magnitud superior a 5.

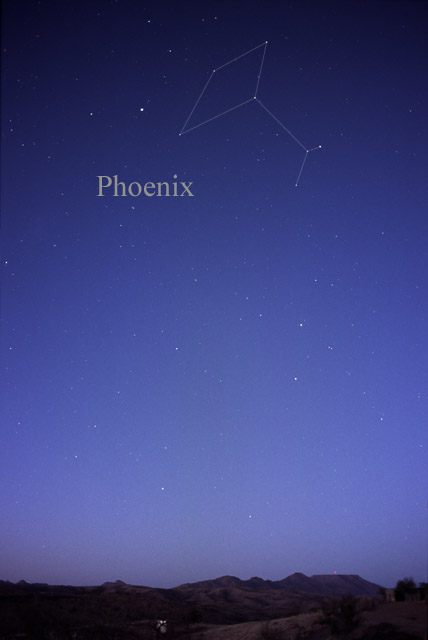
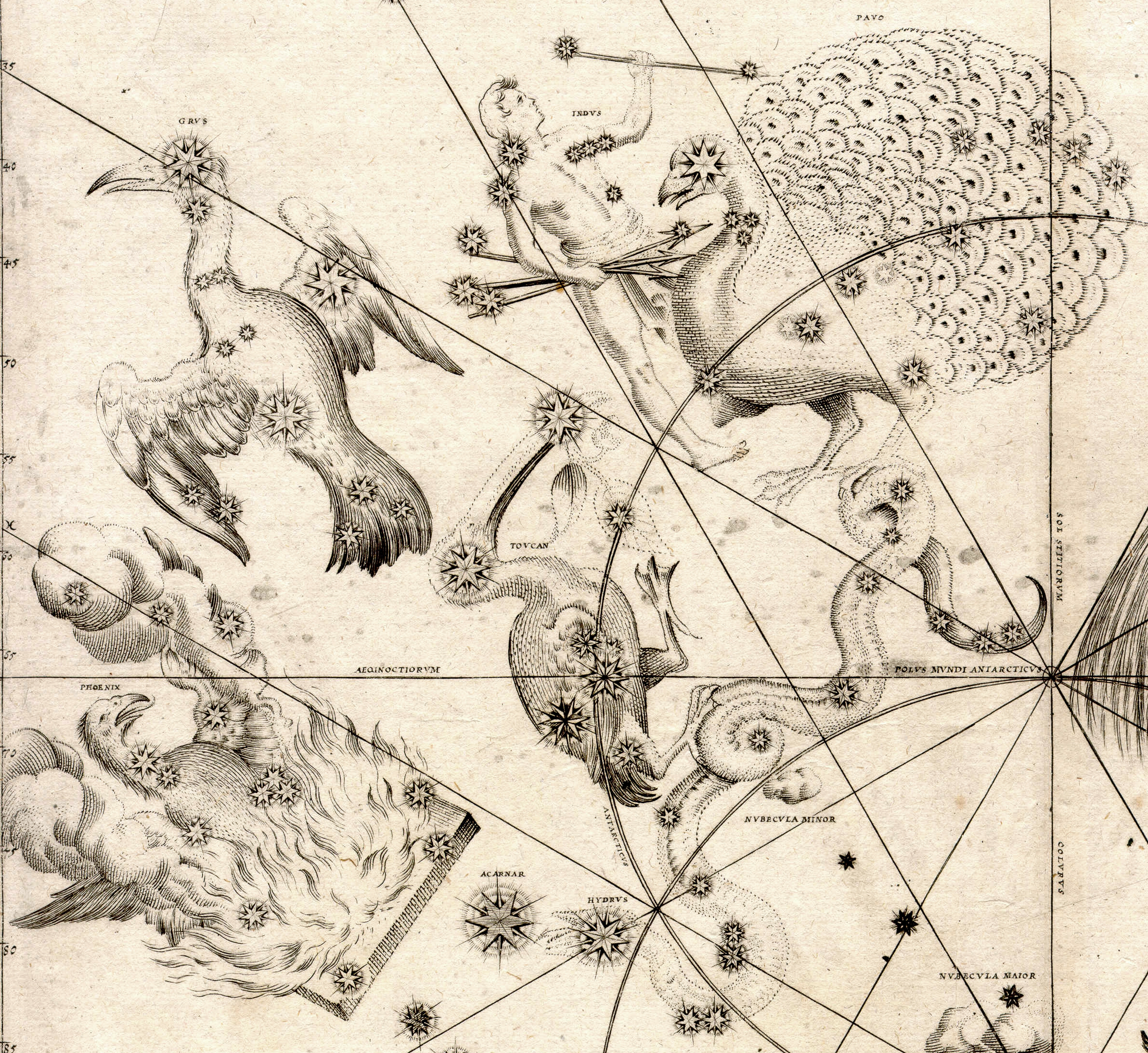

L'extensió aproximada de la constel·lació és −41° fins a −57° de declinació, i des de 23,5h fins a 2h d'ascensió recta. Això significa que és generalment invisible per a qualsevol que visqui al nord del paral·lel 40 a l'Hemisferi nord, i roman baixa en el cel per al qui visqui al nord de l'Equador. És fàcilment visible des de llocs com Austràlia i Sud-àfrica durant l'estiu de l'Hemisferi Sud.
La constel·lació del Fènix s'associa amb el radiant menor de meteors Phoenícids que es poden veure el 5 de desembre.

## Història
La introducció de Fènix dins l'astronomia moderna fou, en certa manera, per adopció més que per descobriment. Però, tant si Bayer la coneixia com si no, el nom és molt apropiat, ja que a la Xina, Egipte i Pèrsia i alguns altres pobles- el Fènix era "un símbol astronòmic del període cíclic", ja que algunes versions de la ben coneguda faula feien coincidir la seva vida amb l'Any Gran dels antics, que començava al migdia d'aquell en què el Sol entrava al punt vernal o a Àries; i a Egipte, en el període sòtic quan el Sol i Sírius sortien junts el 20 de juliol.
Thompson més tard escriuria: "Un nou període de Fènix es diu que ha començat en el 139 dC, en el regnat d'Antoni Pius; i una recrudescència del simbolisme astronòmic associat amb això es manifesta en les monedes d'aquest emperador". Per coincidència, Ptolemeu adoptà com a època del seu catàleg l'any 138 dC, el primer d'Antoni.
Amb els egipcis, que coneixien aquesta au amb el nom de Bennu, com es mostra a les seves monedes, era un emblema de la immortalitat; en efecte fou això tant en temps dels pagans com en el temps dels cristians. A la Xina aquesta constel·lació era Ho Neaou, l'au de foc.